# 海梅·布兰科·加西亚
海梅·布兰科·加西亚（西班牙語：Jaime Blanco García，1944年5月1日—2020年9月24日），西班牙政治人物，前坎塔布里亚政府主席。

## 生平
1944年生于桑坦德。他在塞维利亚大学学习医学，期间与阿方索·格拉等西班牙工人社会党人士结识。西班牙民主转型时期活跃于政坛。1975年，他参与成立坎塔布里亚社会党，自1977年开始担任总书记，同年当选制宪议会代表。此后又连续担任几届的众议院议员和参议院议员。1990年12月，他接替因不信任动议下台的胡安·奥尔马埃切亚，短暂担任坎塔布里亚政府主席。2020年9月24日逝世。